# Poliléctico

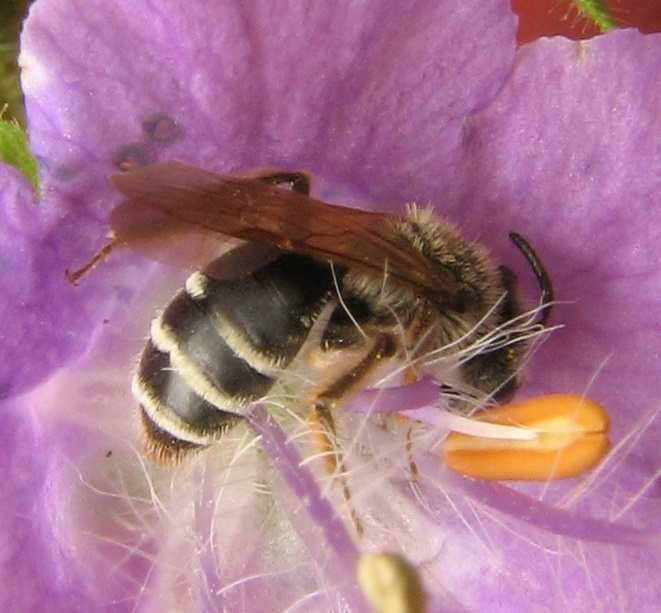
Andrena nasonii, abeja poliléctica

El término poliléctico se refiere a las abejas que no están especializadas en referencia a la colección de polen y usan el de muchas plantas de diversos grupos taxonómicos. La abeja doméstica (Apis mellifera) es quizás el mejor ejemplo de una abeja poliléctica. La mayoría de los abejorros son también polilécticos. Coleccionan una gran variedad de pólenes en el curso de las estaciones.
Las abejas polilécticas muestran, sin embargo, un alto grado de fidelidad hacia una determinada flor, es decir pueden dedicarse principalmente a una sola especie por varios días y después cambiar a otra especie diferente.
Oligoléctico se refiere a abejas que se limitan a unas pocas especies de plantas del mismo género o aun de la misma familia. Monoléctico se trata de abejas que colectan polen de una sola especie.